# بولدوگ‌کووارآیا
بولدوگ‌کووارآیا (به مجاری:  Boldogkőváralja) یک شهرداری در مجارستان است که در بورشود-آبااوی-زمپلن واقع شده‌است. ر  ۲۱٫۹۹ کیلومتر مربع مساحت و ۱٬۱۷۳ نفر جمعیت دارد.